# Karol Tchorek

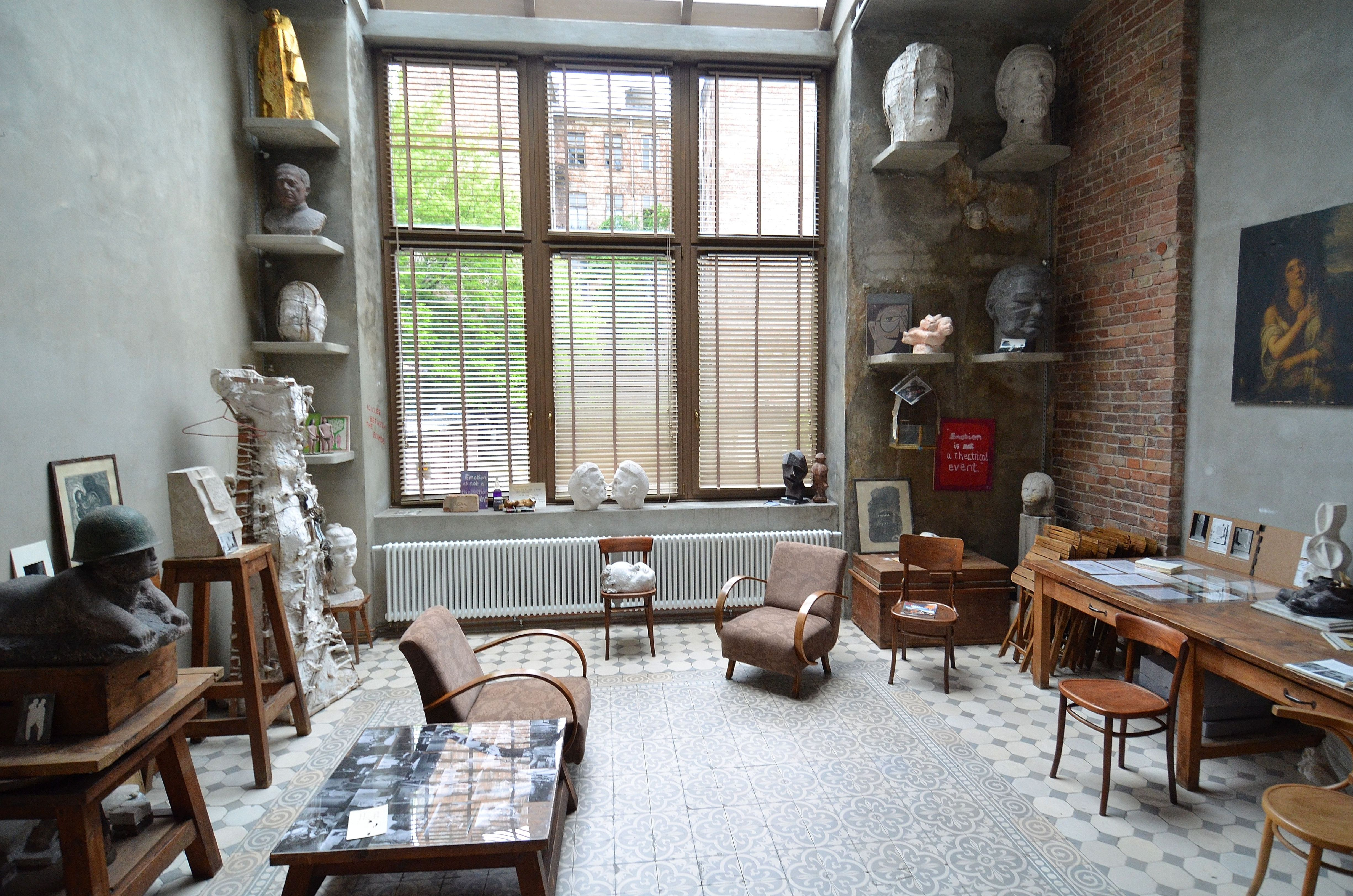
Pracownia Karola Tchorka przy ul. Smolnej 36 m. 10 w Warszawie

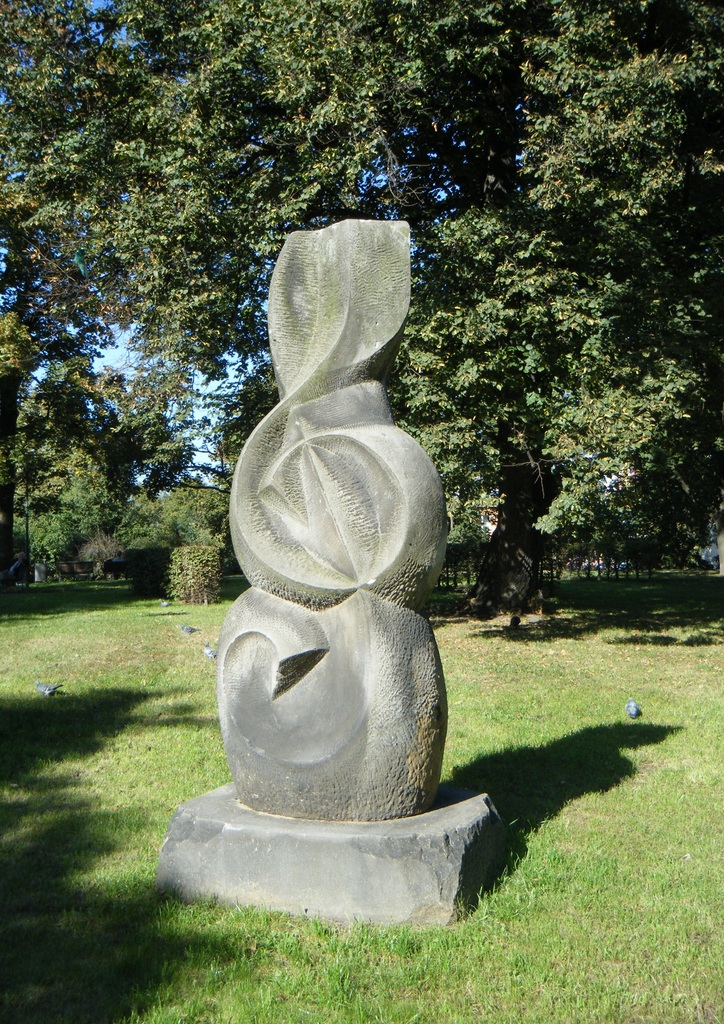
Warszawska jesień (1975)

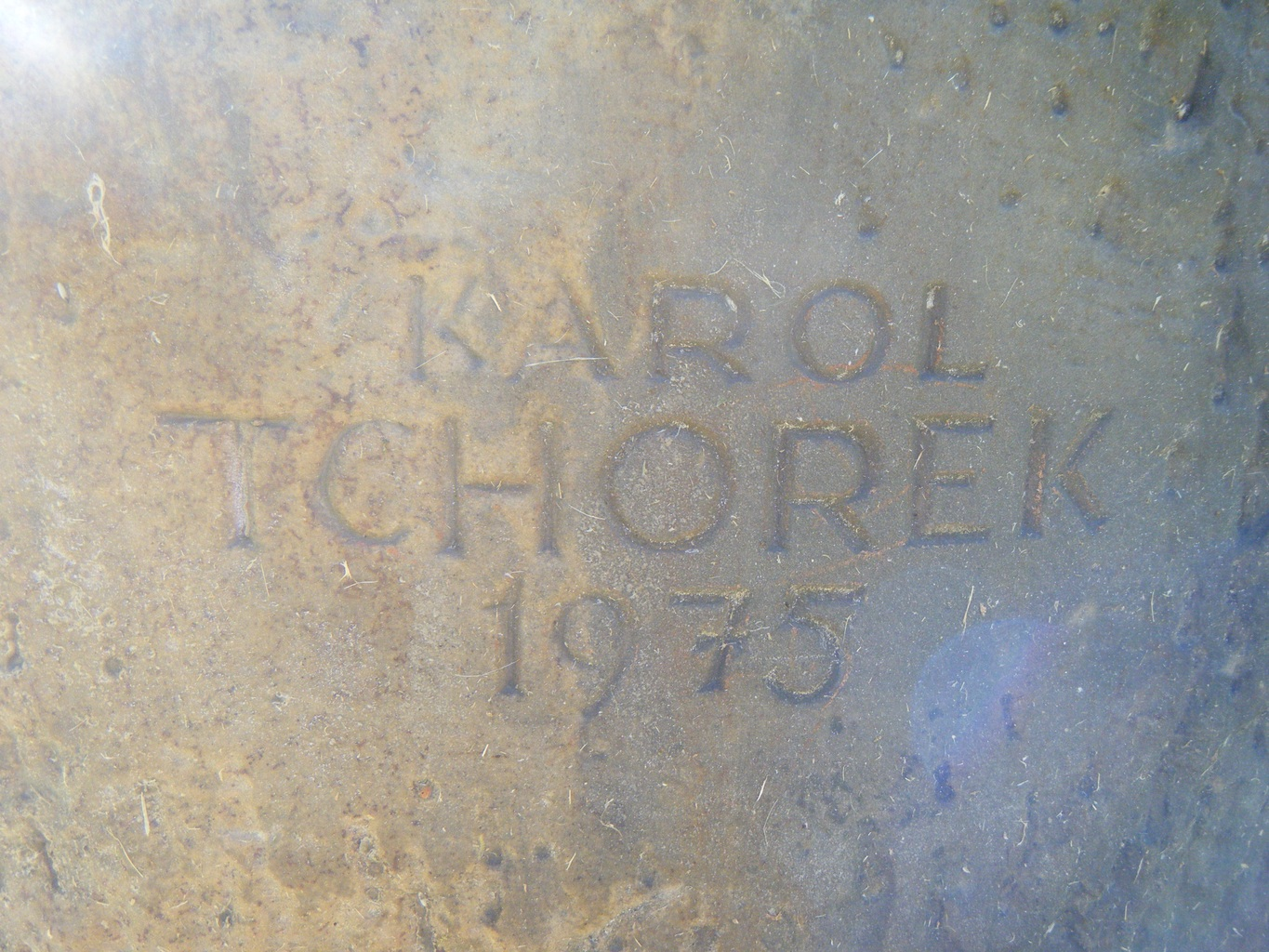
Sygnatura artysty na rzeźbie Warszawska Jesień

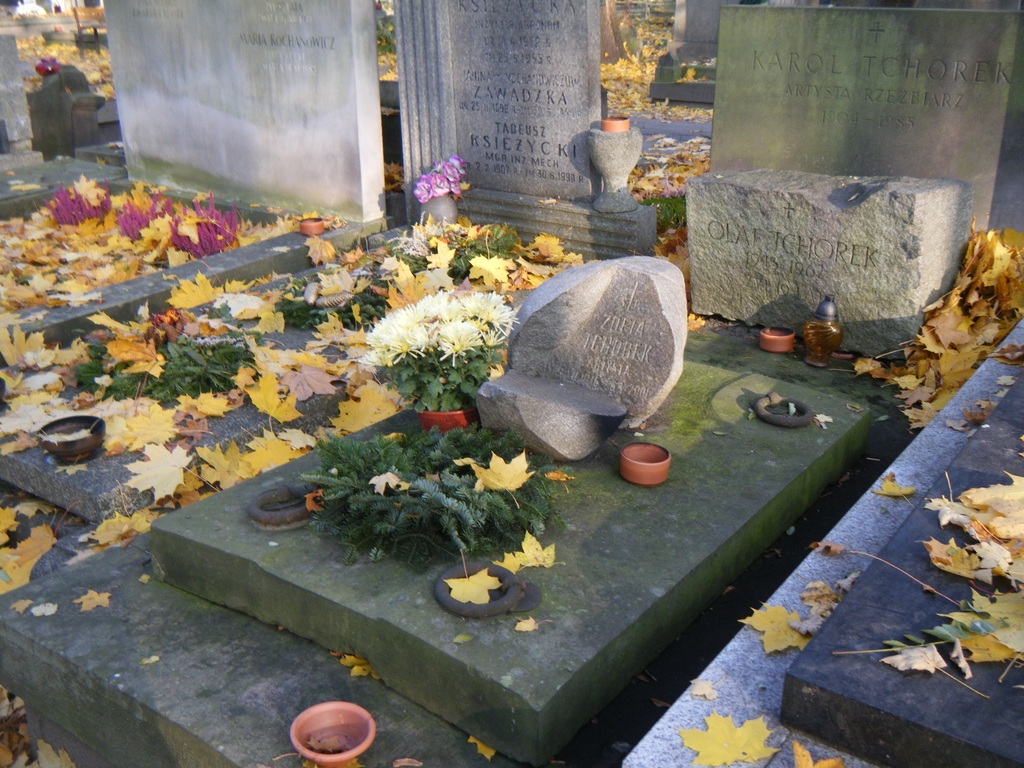
Grób Karola Tchorka na cmentarzu Powązkowskim

Karol Tchorek (ur. 30 października 1904 w Serocku, zm. 10 kwietnia 1985 w Warszawie) – polski rzeźbiarz, marszand i kolekcjoner sztuki. Projektant pomników, działacz ZPAP, odznaczony m.in. Krzyżem Kawalerskim Orderu Odrodzenia Polski.

## Życiorys
Urodził się 30 października 1904 w Serocku. Wywodził się z biednej rodziny chłopskiej Szczepana i Anny z Michalczyków. Wykształcenie ogólne zakończył na 4 klasach gimnazjum. W wieku 15 lat, jako ochotnik, brał udział w wojnie polsko-bolszewickiej. We wczesnej młodości pracował m.in. jako piaskarz na Wiśle. W 1920 ochotniczo służył w Wojsku Polskim. Edukację artystyczną rozpoczął w Miejskiej Szkole Sztuk Zdobniczych i Malarstwa w Warszawie (1921–1925), a kontynuował w stołecznej Szkole Sztuk Pięknych (1926–1932). Jego nauczycielami byli m.in. Jan Szczepkowski i Tadeusz Breyer. Od 1929 pozostawał członkiem Spółdzielni Rzeźbiarskiej Forma. Współpracował z Towarzystwem Popierania Przemysłu Ludowego, rozpoczął też kolekcjonowanie wycinanek kurpiowskich. W 1932 był stypendystą Funduszu Kultury Narodowej. Z 1937 pochodzi jego projekt sarkofagu Józefa Piłsudskiego.
W czasie II wojny światowej zniszczeniu uległy dwie pracownie Karola Tchorka - na warszawskim Powiślu i w Broku. Stracił też swój dom i prowadzony przez siebie w latach 1943–1944 Salon Sztuki Nike. Jego działalność kontynuował w okresie 1945–1951. Nike stanowiła de facto połączenie prywatnej galerii sztuki z nieoficjalnym antykwariatem. W roku 1945 wziął udział w I Walnym Zjeździe Delegatów ZPAP w Krakowie, dzięki czemu został sekretarzem Prezydium Zarządu Głównego organizacji. Funkcję tę pełnił w latach 1945–1946. W tym czasie pomagał m.in. ludowemu rzeźbiarzowi, Leonowi Kudle, którego prace kolekcjonował. W późniejszym okresie pełnił funkcje kierownicze w Sekcji Rzeźby Okręgu Warszawskiego ZPAP.
W 1949 Karol Tchorek wygrał ogłoszony rok wcześniej przez SARP konkurs na realizację tablic upamiętniających publiczne egzekucje wykonywane w Warszawie podczas II wojny światowej. Do dziś w stolicy Polski znajduje się ok. 200 tablic zaprojektowanych przez artystę. Z kolei w 1952 brał udział w pracach przy MDMie, czego efektem było powstanie płaskorzeźby Macierzyństwo przy ul. Marszałkowskiej w Warszawie. Z 1959 pochodzi wykonany przez niego pomnik żołnierzy i partyzantów w Ostrowi Mazowieckiej. W 1970 dla brytyjskiego miasta Perth wykonał pomnik żołnierzy polskich, a w 1975 rzeźbę Warszawska jesień, która znajduje się na skwerze Bohdana Wodiczki na tyłach Uniwersytetu Muzycznego Fryderyka Chopina w Warszawie.
Od 4 czerwca 1936 był żonaty z Zofią z Kochanowiczów, artystką-tkaczką. Mieli dwoje dzieci – Olafa i Mariusza (1939–2004), krytyka sztuki i współzałożyciela Galerii Foksal w Warszawie. Po II wojnie światowej cała rodzina mieszkała przy ul. Miedzeszyńskiej na Saskiej Kępie w Warszawie, natomiast w latach 70. XX wieku artysta pracował w Warszawie przy ul. Smolnej 36/10.
Zmarł w Warszawie, pochowany na cmentarzu Powązkowskim (kwatera 255-2-17).

## Wybrane dzieła
- 1937 – projekt sarkofagu Józefa Piłsudskiego
- 1949 – projekt tablic upamiętniających Miejsca walki i męczeństwa
- 1952 – Macierzyństwo
- 1959 – pomnik żołnierzy i partyzantów w Ostrowi Mazowieckiej
- 1962 – nagrobek Władysława Strzemińskiego
- 1965 – nagrobek Jana Szczepkowskiego
- 1970 – pomnik żołnierzy polskich w Perth (Wielka Brytania)
- 1975 – Warszawska jesień

### Tablice w Warszawie

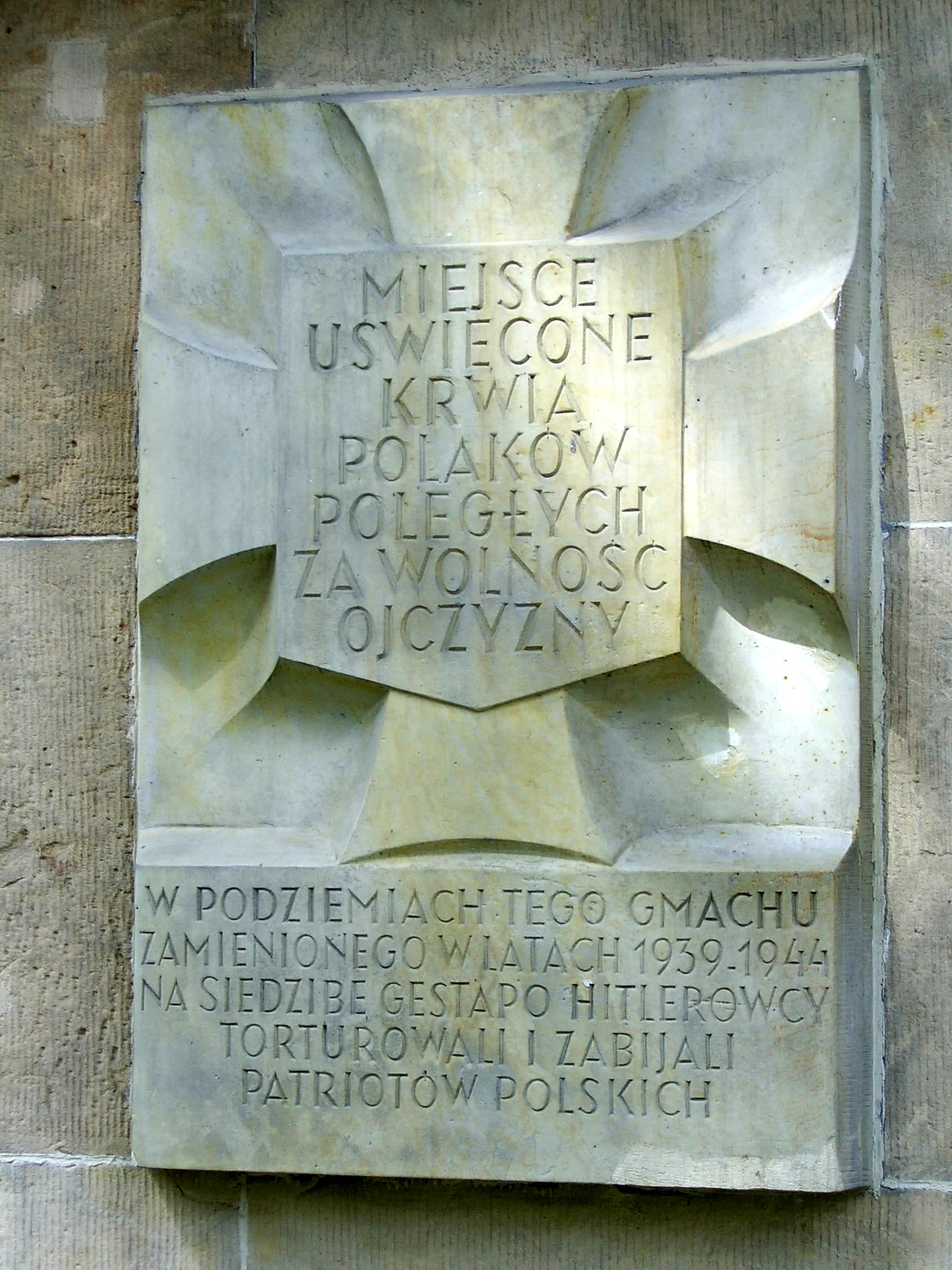
Tablica wg projektu Tchorka wmurowana w ścianę budynku Ministerstwa Edukacji Narodowej przy al. J.Ch. Szucha 25

Jako zwycięzca ogólnokrajowego konkursu z 1948 Karol Tchorek stał się projektantem tablic upamiętniających miejsca straceń z okresu II wojny światowej w Warszawie. W mieście znajduje się ok. 200 tablic wykonanych według projektu z 1949. Część z nich zawiera błędne informacje, np. w odniesieniu do liczby ofiar, w związku z czym interwencje podejmowała m.in. Rada Ochrony Pamięci Walk i Męczeństwa. Wykonana została m.in. inwentaryzacja tablic, jednak błędne napisy nie zostały oficjalnie poprawione.

## Wybrane wystawy
- X Salon. Malarstwo, grafika, rzeźba (1938)[16]
- I Ogólnopolska Wystawa Plastyki
- II Ogólnopolska Wystawa Plastyki
- III Ogólnopolska Wystawa Plastyki
- Plastycy w walce o pokój (1950)
- Rzeźba warszawska 1945–1958
- Rzeźba polska 1945–1960
- Rzeźba w XV-lecie PRL
- XX lat Ludowego Wojska Polskiego w twórczości plastycznej
- Rzeźbiarze Saskiej Kępy wczoraj i dziś (2011)[17]
- Sztuka wszędzie. Akademia Sztuk Pięknych w Warszawie 1904–1944 (2012)[18]

## Ordery i odznaczenia
- Krzyż Kawalerski Orderu Odrodzenia Polski (1980)
- Srebrny Krzyż Zasługi (11 lipca 1955)[19]
- Medal 10-lecia Polski Ludowej (19 stycznia 1955)[20]
- Brązowy Medal „Za zasługi dla obronności kraju” (1966)

## Upamiętnienie
W Serocku, rodzinnym mieście rzeźbiarza, znajduje się ulica nazwana jego imieniem. 
W 1990 warszawska pracownia Karola Tchorka przy ul. Smolnej 36 m. 10 została wpisana do rejestru zabytków. Pracownią oraz spuścizną po artyście opiekowała się Fundacja Tchorek-Bentall, założona przez artystkę Katharine Bentall, wdowę po Mariuszu Tchorku, synu rzeźbiarza. W 2021 prace Karola Tchorka i wyposażenie jego pracowni zostały przekazane na rzecz miasta przez jego synową i spadkobierczynię Katharine Bentall.

## Galeria

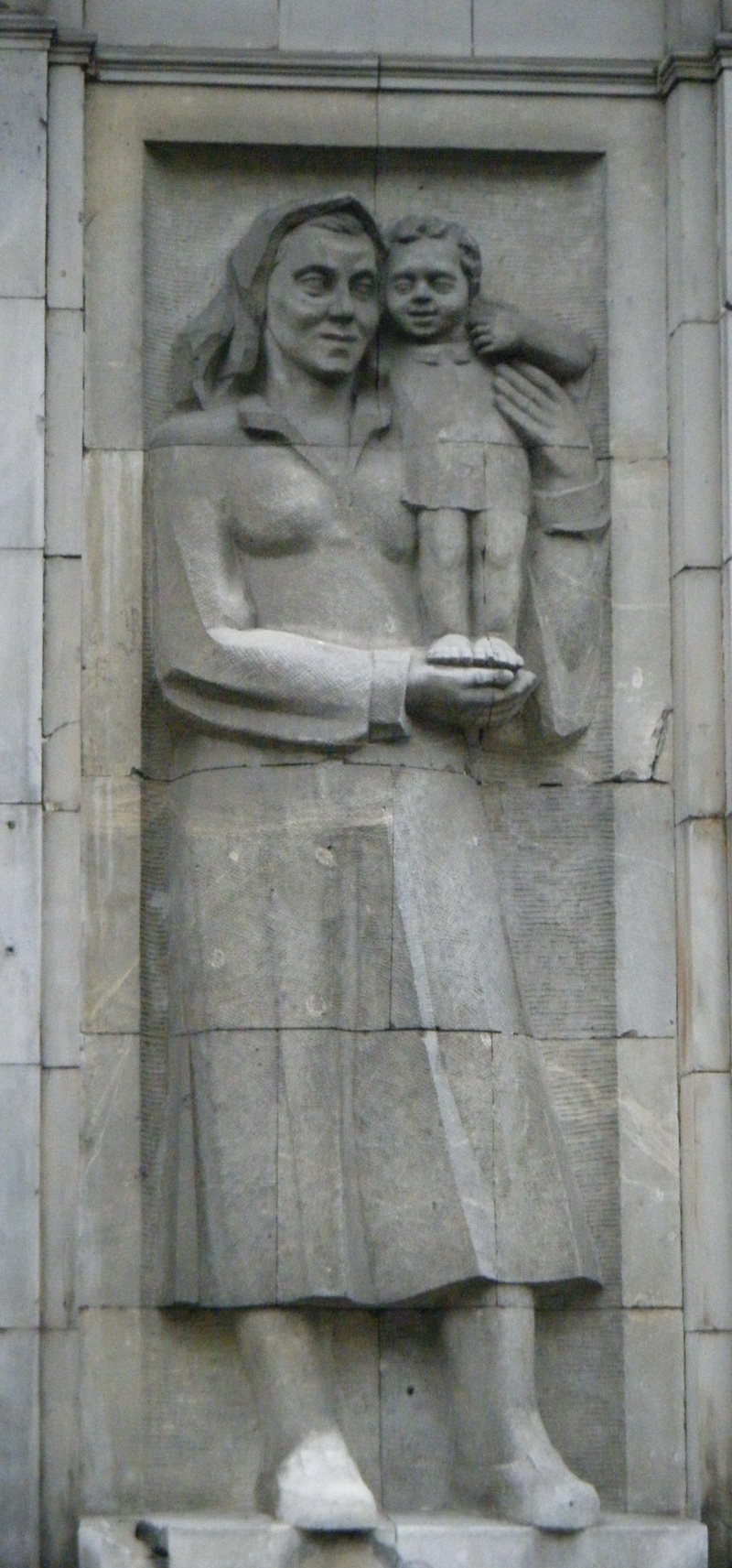
Płaskorzeźba Macierzyństwo w Warszawie (1952)
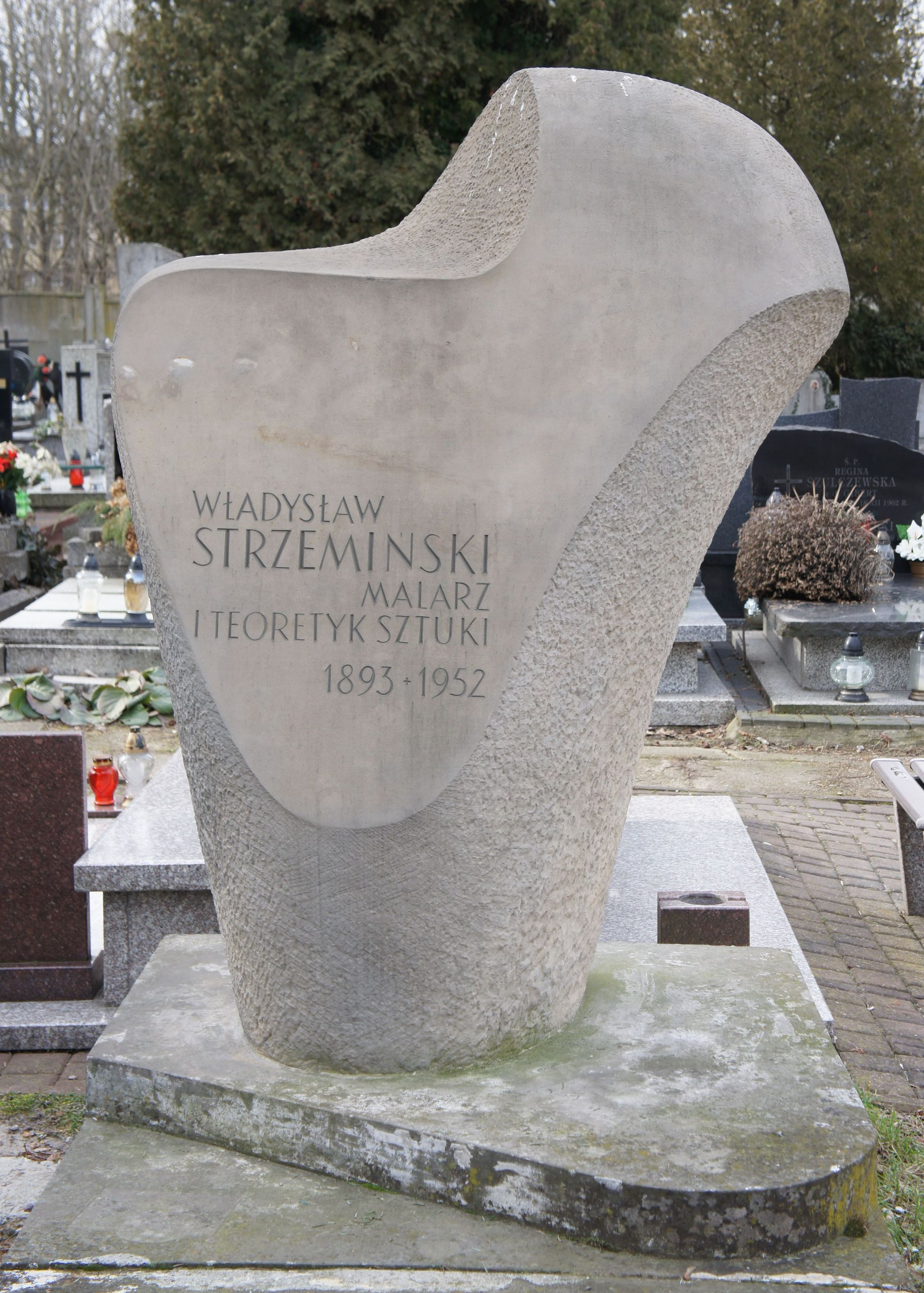
Grób Władysława Strzemińskiego w Łodzi (1962)
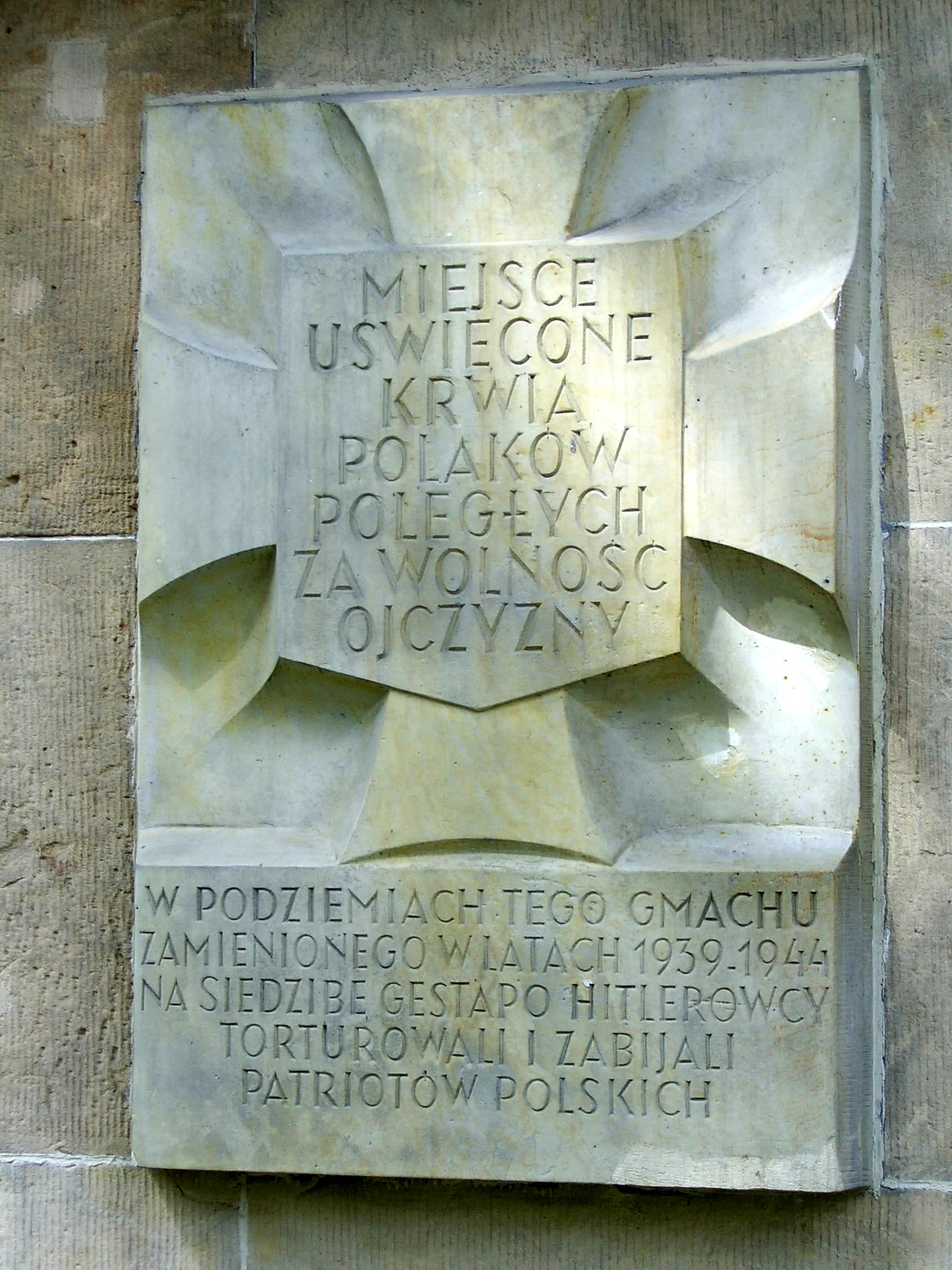
Tablica zaprojektowana przez Karola Tchorka na budynku dawnej siedziby Gestapo w al. J. Ch. Szucha 25 w Warszawie
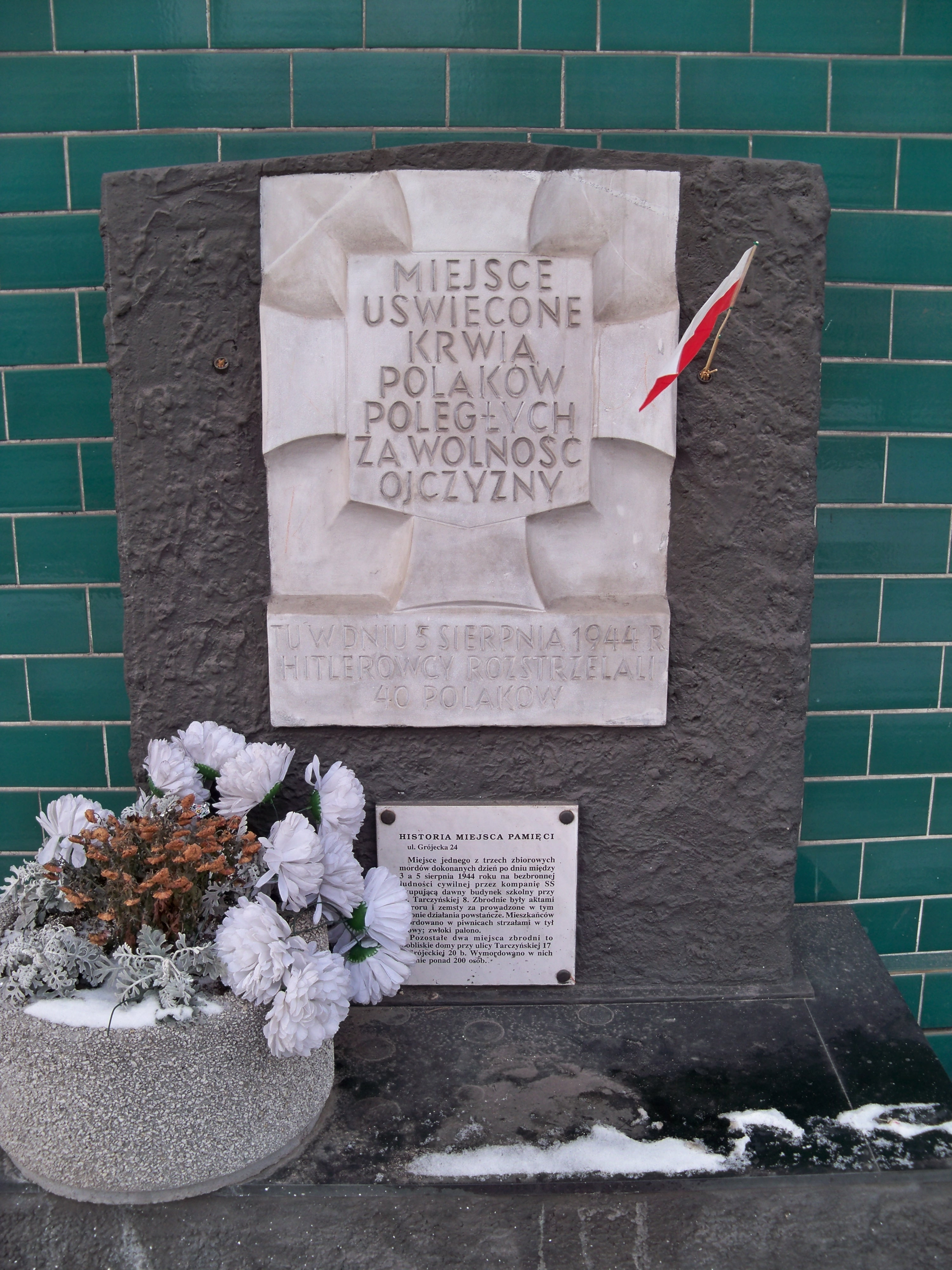
Tablica przy ul. Grójeckiej w Warszawie